# Воислав Шешел
Войслав Шешел (на сръбски: Војислав Шешељ или Vojislav Šešelj) е сръбски политик, доктор на правните науки и председател на Сръбската радикална партия.

## Политическо издигане
Войслав Шешел е син на Никола Шешел. Семейството му е от южна Херцеговина, от селото Малева Лют на Попово поле.
На 25 години Шешел става най-младият доктор на юридическите науки в Титовска Югославия, но скоро след това за дълги години е политически затворник поради намерена националистическа литература у него и понася в босненския затвор унижения от страна на мюсюлманските надзиратели. В началото на 1990-те години с нищожна финансова подкрепа създава Сръбската Радикална партия (СРС). Когато проектът за съюза Русия-Белорусия е още в своя зародиш, Войслав Шешел призовава през 1997 г. за присъединяването и на Сърбия към него, теза, която към онзи момент е подкрепена от Томислав Николич.
Въпреки че, на президентските избори от 2002 г. противопоставянето на обединения лагер на либералите не носи успех за Войслав Шешел, огромна част от сърбите в Косово гласуват за него. 
Съюзът на Радикалната партия на Войслав Шешел с Войслав Кощуница се споменава като възможен за пръв път след изборите през 2002 г., но едва след изборите през май 2008 г. се обсъжда активно. 
На президентските избори от 2002 г. Слободан Милошевич от Хага изпраща писмо с призив сърбите да подкрепят Шешел, но ефектът от този акт върху изборните настроения е нищожен. 

## Дружба с Томислав Николич
По признание на бъдещия заместник-председател на СРС Томислав Николич, Шешел получава от него писмо след като Николич прочита няколко негови книги, на което Шешел му изпраща отговор. Двамата се срещат за първи път през 1991 г. на представянето на книгата на Шешел „Така говореше Чичо“. Николич го нарича „най-големият интелектуалец сред всички, които са пресичали жизнения ми път“ и признава, че му е препоръчвал философски, исторически и социологически книги, чието познаване е необходимо на бъдещ политик.

## В Хагския трибунал
От 2003 г. е в затвора на Международния наказателен трибунал за бивша Югославия. В края на февруари 2003 г. Войслав Шешел при отпътуването си към Хагския трибунали е изпратен от няколкостотин свои поддръжници.  Обвинен е за убийства, нехуманни дела, преследвания на политическа, расова и верска основа, изтребление и нападения над цивилни хора на територията на Хърватия и Босна и Херцеговина по време на войните при разпадането на бивша Югославия.
Депутатите от СРС два пъти организират демонстрация срещу задържането на Шешел в Хага – веднъж при посещението на генералния секретар на Съвета на Европа в Сръбската Скупщина те се появяват в парламента с бели футболни фланели с лика на Войслав Шешел, и втори път при встъпването в длъжност на Борис Тадич като президент през 2004 г. в същия вид.
Преди началото на процеса адвокатът на Шешел моли за разрешение временно да се върне в родината си, практика, която често се прилага към хърватските подсъдими, но му е отказано.  Четирите години от 2003 г. до началото на процеса Шешел излежава в Хагския затвор.
В Хагския трибунал Шешел обяснява към каква Велика Сърбия се стреми: към такава, която включва „териториите, в които се говори на сръбски“, „Цяла Сърбия, Черна гора, Босна и Херцеговина и Хърватско без три жупании – загребска, вараждинска и крижевачка“, т.е. по четническите планове на Стефан Молевич. Той заявява и че „огромна част от хърватите са всъщност сърби-католици, а мюсюлманите от Босна и Херцеговина и Санджака са сърби-мюсюлмани.“ В реплика към Милошевич Шешел твърди, че целите на бившия президент на Югославия били други – не Велика Сърбия, а съхраняване на Босна и Херцеговина в състава на Югославия, за което той бил готов да даде своя президентски пост на Алия Изетбегович, но последният решил да се сражава за независима държава, „когато американците му я предложили“. По време на заседанията в Хага Войслав Шешел обвинява САЩ в „съучастие в престъпленията над сръбския народ и съучастие в най-голямото етническо прочистване след Втората Световна Война.“ 
В своя защита Войслав Шешел се позовава на откъс от биографията на Карла дел Понте („Лов: аз и престъпниците“), разкриващ според него политическата обагреност на предаването му на Хаагския трибунал, в което покойният вече Зоран Джинджич лично я моли да се захване с Шешел с думите: „Взимай Шешел и повече не ни го връщай!“
През декември 2006 г. се появяват съобщения за влошаване на здравето на Шешел, след като той в течение на три седмици не се храни. Намирал се е под лекарско наблюдение.
Въпреки местоположението си в Хагския трибунал Войслав Шешел активно участва в сръбския политически живот: през май 2008 г. се изказва за възможния вариант за правителство, а именно: „Правителството или ще се състои от Радикалната партия и Демократическата партия на Сърбия-Нова Сърбия (ДПС-НС), или него няма да го има“. В същото време Николич подкрепя участието на Шешел в правителството. 

## Разрив с новата власт в Сърбия
След като Хагския трибунал съди Шешел в продължение на 12 години, и след като Шешел го псува на сръбски, същият го освобождава да се завърне в Сърбия, където Шешел макар и болен започва нова борба срещу новата власт в лицето на президента Томислав Николич и премиера Александър Вучич. Шешел обвинява лидерите на новата Сръбска прогресивна партия в предателство към идеята за „Велика Сърбия“.